# Кобыляньский, Мартин
Мартин Кобыляньский (пол. Martin Kobylański; род. 8 марта 1994, Берлин) — немецкий и польский футболист, нападающий клуба «Мюнхен 1860». Сын польского футболиста Анджея Кобыляньского, выступавшего за «Ганновер 96».

## Клубная карьера
Кобыляньский родился в Германии, поскольку его отец в то время выступал за клуб «Теннис-Боруссия» (Берлин). Футбольную карьеру Мартин начал в «Энерги» из Котбуса, где сыграл свой первый матч за профессиональную команду 6 ноября 2011 года во второй Бундеслиге против «Падерборна», выйдя на замену на 15-й минуте вместо Димитра Рангелова.
В конце августа 2012 года Кобыляньский перешёл в «Вердер». Первоначально выступал за вторую команду бременцев в северной Регионаллиге, в которой дебютировал в матче против «Любека» 16 сентября 2012 года. Первый матч в Бундеслиге провёл в дерби против «Гамбурга» 21 сентября 2013 года, заменив Теодора Гебре Селассие на 68-й минуте.
В январе 2014 года Кобыляньский продлил контракт с «Вердером» до 2017 года. Мартин был очень доволен приходом в клуб соотечественника Людовика Обраньяка в 2014 году, поскольку считает что он способен помочь команде покинуть нижнюю часть турнирной таблицы и бороться за нечто большее.
28 августа 2014 года Кобыляньский перешёл в берлинский «Унион» на правах аренды. Генеральный директор «Вердера» Томас Айхин объяснил этот шаг необходимостью предоставления Мартину игровой практики и назвал «Унион» «оптимальным местом для этого». За свой новый клуб Кобыляньский дебютировал во второй Бундеслиге 29 августа 2014 года в домашнем матче четвёртого тура против «Нюрнберга» выйдя на замену на 40-й минуте вместо Барыша Озбека (матч окончился победой гостей 0:4). По окончании сезона футболист вернулся в «Вердер» и полгода играл за резервную команду.
8 февраля 2016 года Мартин подписал контракт с гданьской «Лехией», но пробиться в основной состав не смог. 30 января 2017 года его отдали в аренду в «Пройссен».

## Карьера в сборной
Кобыляньский имеет двойное гражданство (польское и немецкое) и потому выступал за юношеские сборные обеих стран, однако, в 2013 году он окончательно сделал выбор в пользу Польши, объяснив свой выбор так: «Я вырос в немецкой школе, очень многим обязан им, но моё сердце бьётся для Польши, также как и во всей моей семье. Моей наибольшей мечтой является попадание в основной состав сборной и хорошая игра в ней, чтобы подарить большую радость поклонникам красно-белых. Только Польша!».